# Uji (miasto)
Uji (jap. 宇治市 Uji-shi) – miasto w Japonii, na wyspie Honsiu (Honshū), w prefekturze Kioto (Kyōto), nad rzeką Uji, w okręgu przemysłowym Hanshin.

## Położenie
Miasto leży w południowej części prefektury Kioto, w połowie odległości pomiędzy Kioto i Nara, dwoma najsłynniejszymi japońskimi centrami historycznymi i kulturowymi. Bliskość tych dwóch dawnych stolic zaowocowała wczesnym rozwojem Uji jako samodzielnego centrum kulturalnego.

## Miasto herbaty
Uji słynie z zielonej herbaty. Podczas gdy świątynia Kōzan-ji w Kioto uważana jest za pierwotne miejsce uprawy herbaty w Japonii, to herbata Uji stała się znana ze swojej najwyższej jakości już w 1100 roku. W pierwszą niedzielę października odbywa się w świątyni Kōshō-ji Festiwal Herbaty Uji. Podczas festiwalu kapłani składają ofiary w postaci ceremonialnych misek herbaty przed posągami postaci, które pomogły uczynić Uji miastem herbaty.
W Uji (tuż przy moście Uji, na wschodnim brzegu) znajduje się najstarszy sklep z herbatą (i herbaciarnia) w Japonii o nazwie Tsūen. Działa on na rynku od 1160 roku i jest obecnie zarządzany przez 24. pokolenie tej samej rodziny. Serwowane są także desery (rodzaj matcha parfait) i pierożki gyōza.

## Opowieść o Genjim
Miasto Uji jest miejscem wielu wydarzeń opisanych w ostatnich dziesięciu rozdziałach („Dziesięć zwojów z Uji”, Uji-jūjō) arcydzieła literackiego z XI wieku Genji monogatari autorstwa damy dworu Murasaki Shikibu zaliczonej do Trzydziestu Sześciu Mistrzyń Poezji. Jednym z obiektów wymienionych w opowieści jest główny most nad rzeką Uji. Został on po raz pierwszy zbudowany około 646 roku, ale był wielokrotnie niszczony i wymieniany. Jego stan obecny oddaje niektóre z jego historycznych elementów, a na terenie miasta, dla uhonorowania jego roli w powieści, znajduje się wiele posągów i tablic wskazujących miejsca, w których miały miejsce opisane wydarzenia. Jednym z nich jest posąg Murasaki Shikibu usytuowany obok tego mostu. 
W 1998 roku otwarto Genji Monogatari Museum (Uji-shi Genji Monogatari Myūjiamu), udostępniając publiczności materiały dotyczące tej opowieści. Można się tam również zapoznać z życiem dworu w okresie Heian.

## Historia
Uji zostało założone w IV wieku przez półlegendarnego cesarza Ōjina, który podobno zbudował tu pałac. Miasto zyskało na znaczeniu, gdy siogun Yoshimitsu Ashikaga (1358–1408) doprowadził do zwiększenia uprawy i produkcji herbaty na tym obszarze. 
Wczesny okres rozwoju miasto zawdzięcza także korzystnemu położeniu nad rzeką Uji, która była w przeszłości ważnym szlakiem wodnym. Budowa mostu w Uji w 646 roku przez buddyjskiego mnicha Dōtō umocniła znaczenie osady. Kiedy w 794 roku stolica została utworzona w Heian-kyō, położona w pobliżu, malownicza miejscowość stała się popularnym miejscem dla budowy rezydencji arystokracji.
U szczytu potęgi klanu Fujiwara w okresie Heian (794–1185/1192) powstały takie budowle, jak: świątynia buddyjska Byōdō-in i chram shintō Ujigami-jinja (najstarszy zachowany w Japonii).
Miasto w obecnym kształcie administracyjnym (Uji-shi) utworzono 1 marca 1951 roku poprzez połączenie kilku mniejszych jednostek terytorialnych.

## Galeria

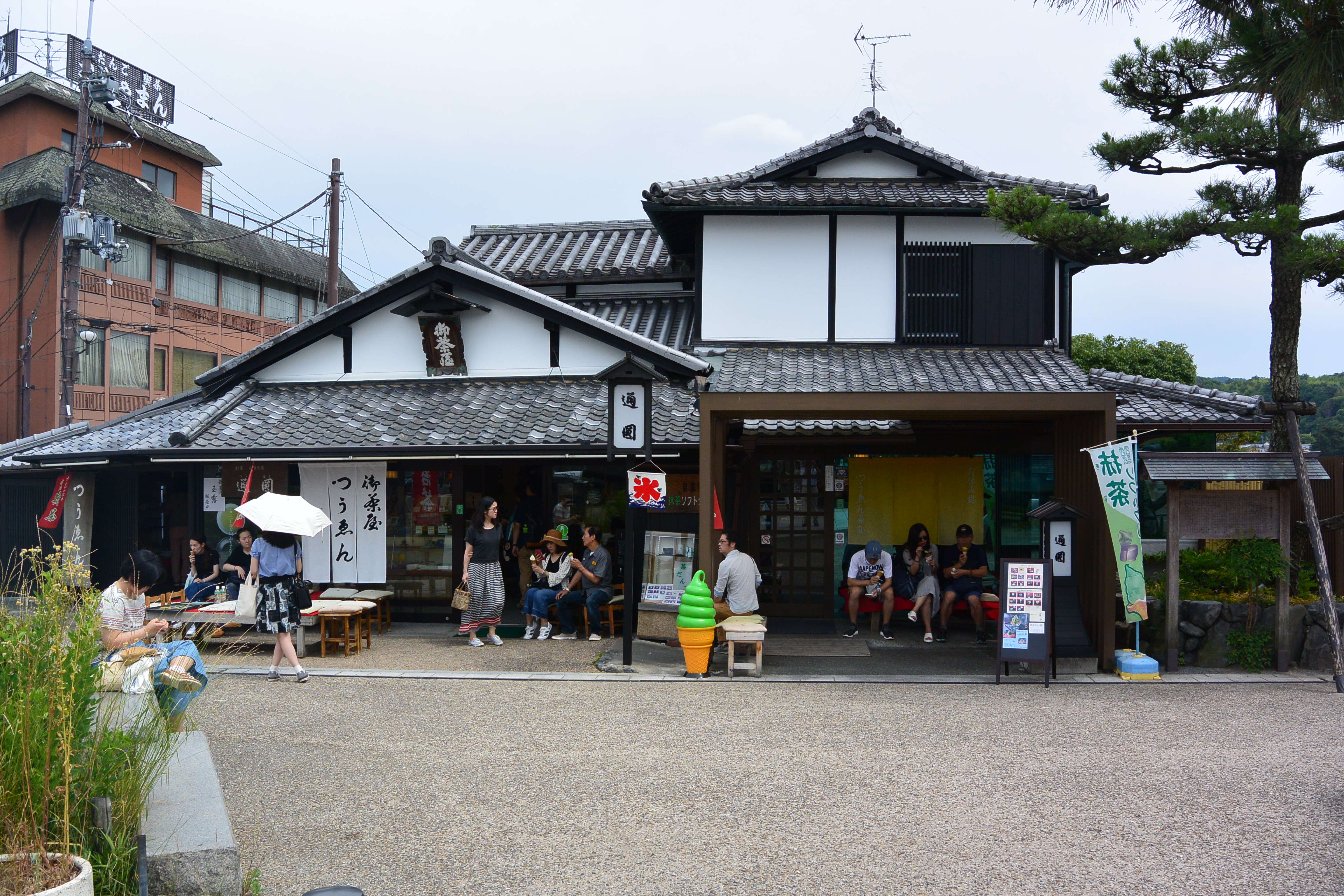
Sklep i herbaciarnia Tsūen (budynek pochodzi z 1672 r.)
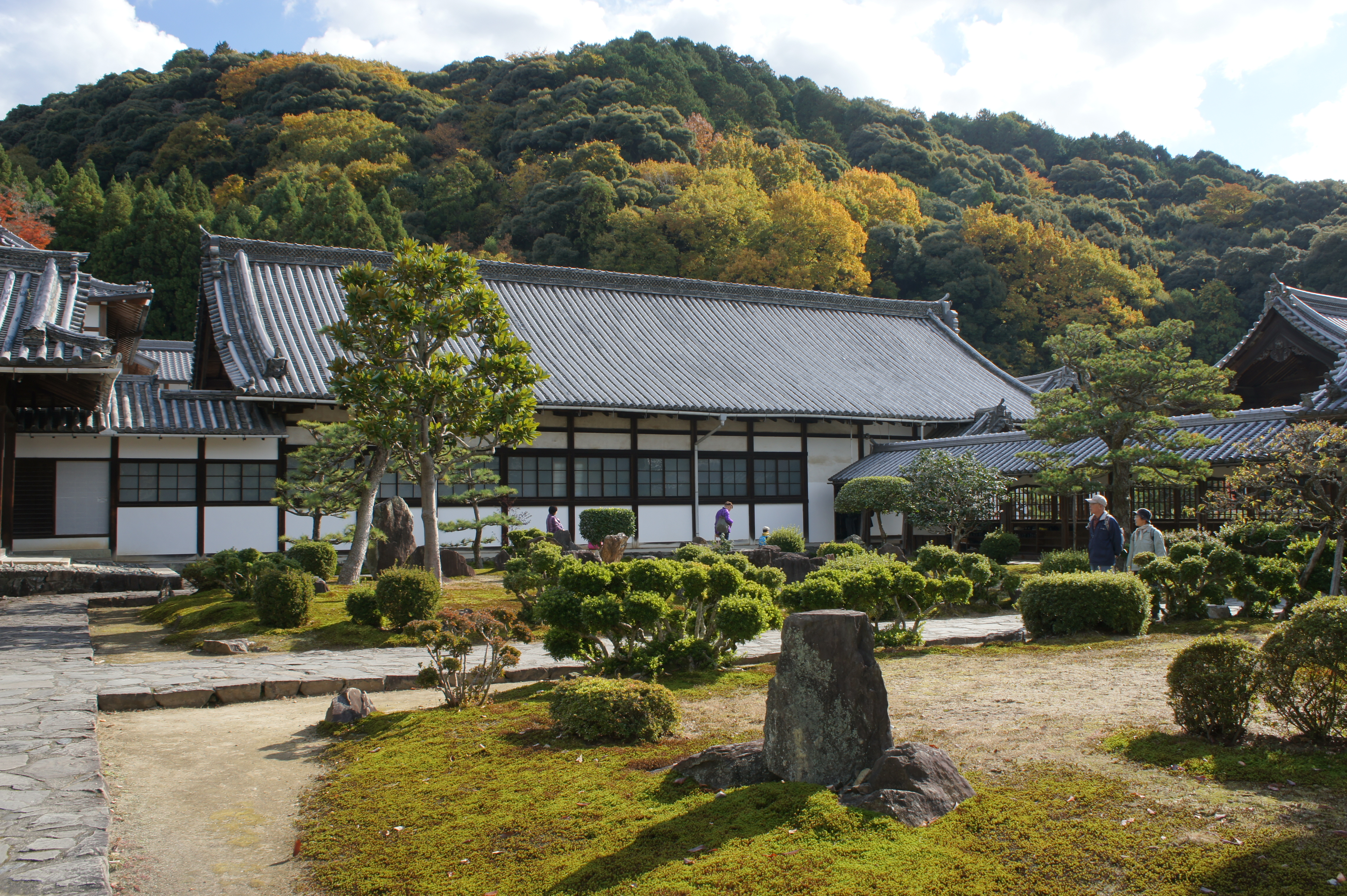
Świątynia Kōshō-ji
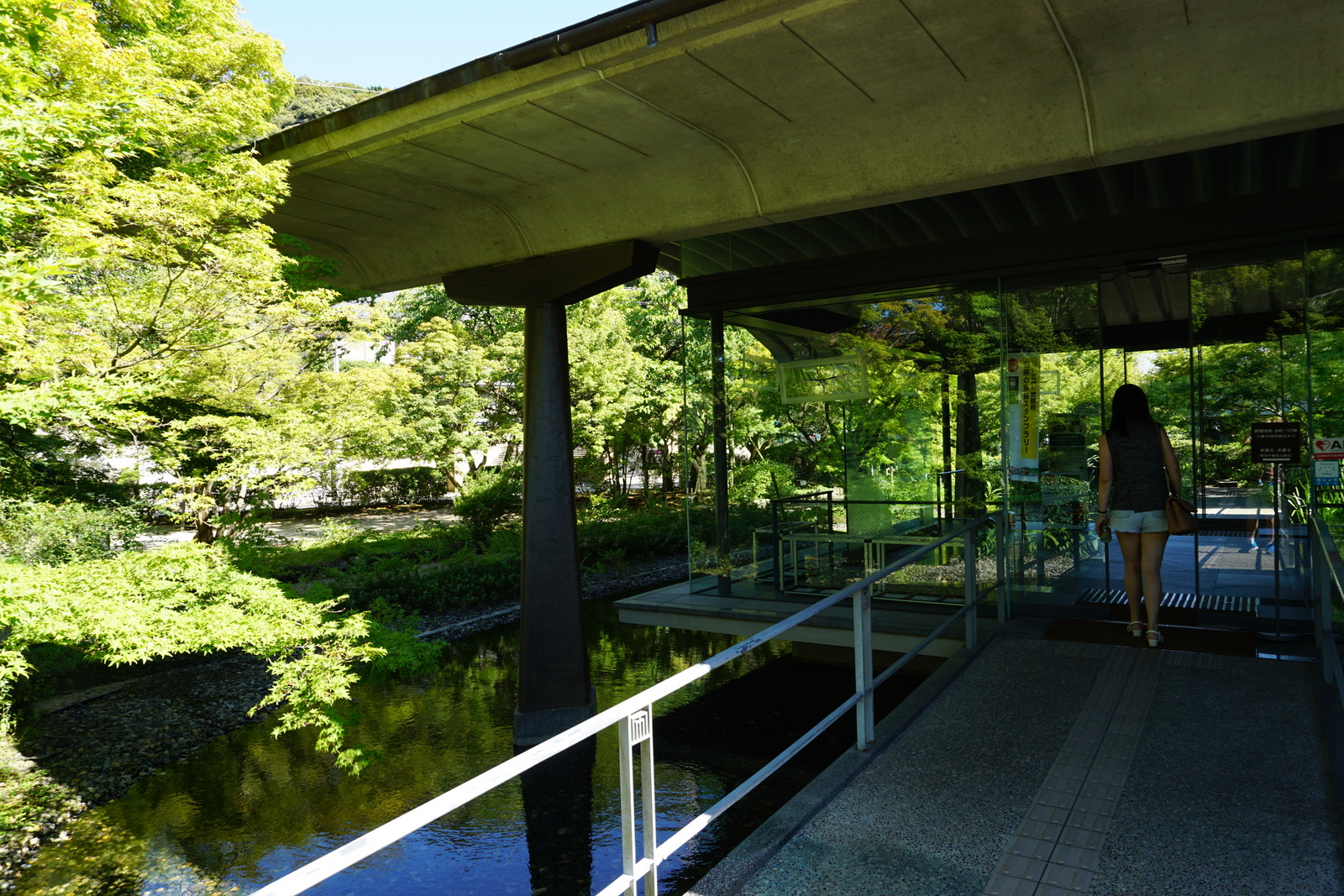
Genji Monogatari Museum